# Grönstjärtad solfågel
Grönstjärtad solfågel (Aethopyga nipalensis) är en asiatisk fågel i familjen solfåglar inom ordningen tättingar.

## Kännetecken

### Utseende
Grönstjärtad solfågel är en 14-15 cm lång solfågel med rätt lång och kraftig, nedåtböjd näbb samt lång stjärt. Likt blåsmyckad solfågel har hanen i häckningsdräkt blåglänsande huvud, gul undersida och olivgröna vingar, men har lysande röd stjärt med mycket längre centrala stjärtfjädrar. Hane i häckningsdräkt har blågrönglänsande hjässa, strupe och stjärt, purpurbrun mantel, gul undersida med orangeröda streck (kraftigt röd hos underarten angkanensis) och olivgrönt på vingar och rygg. Honan är överlag olivgrön, lik både blåsmyckad solfågel, rödstjärtad solfågel och svartstrupig solfågel, men har relativt lång, kilformad och vitkantad stjärt utan tydlig gul övergump.

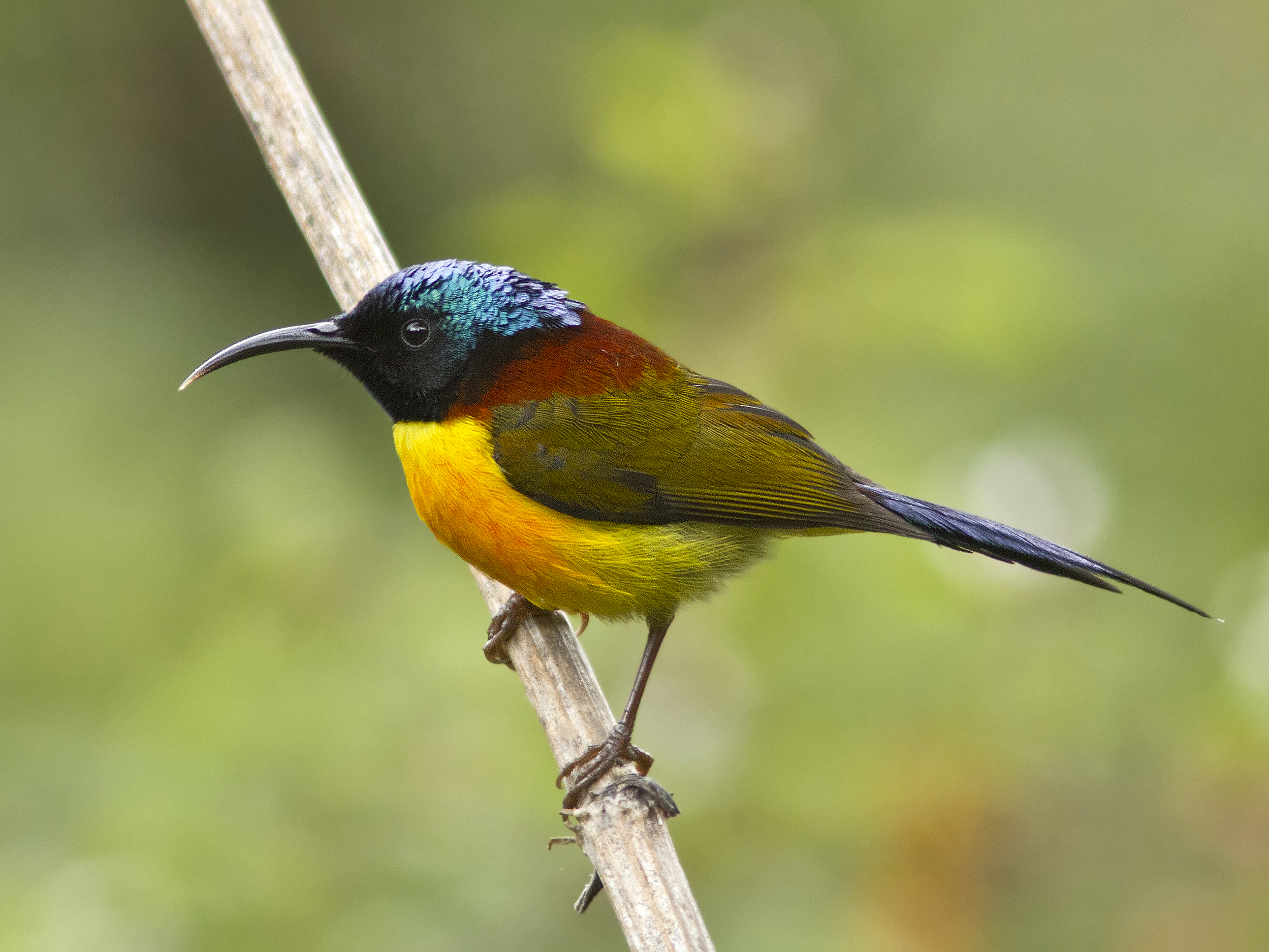
Hane.

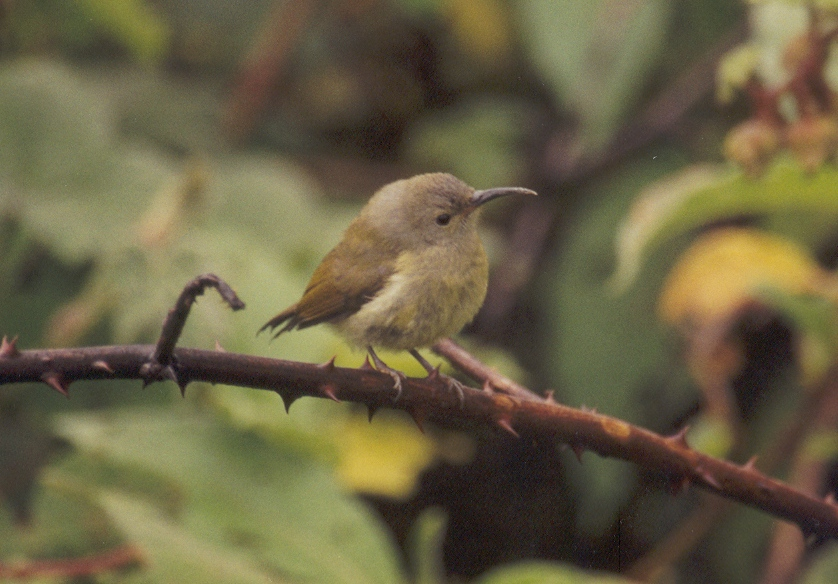
Hona.

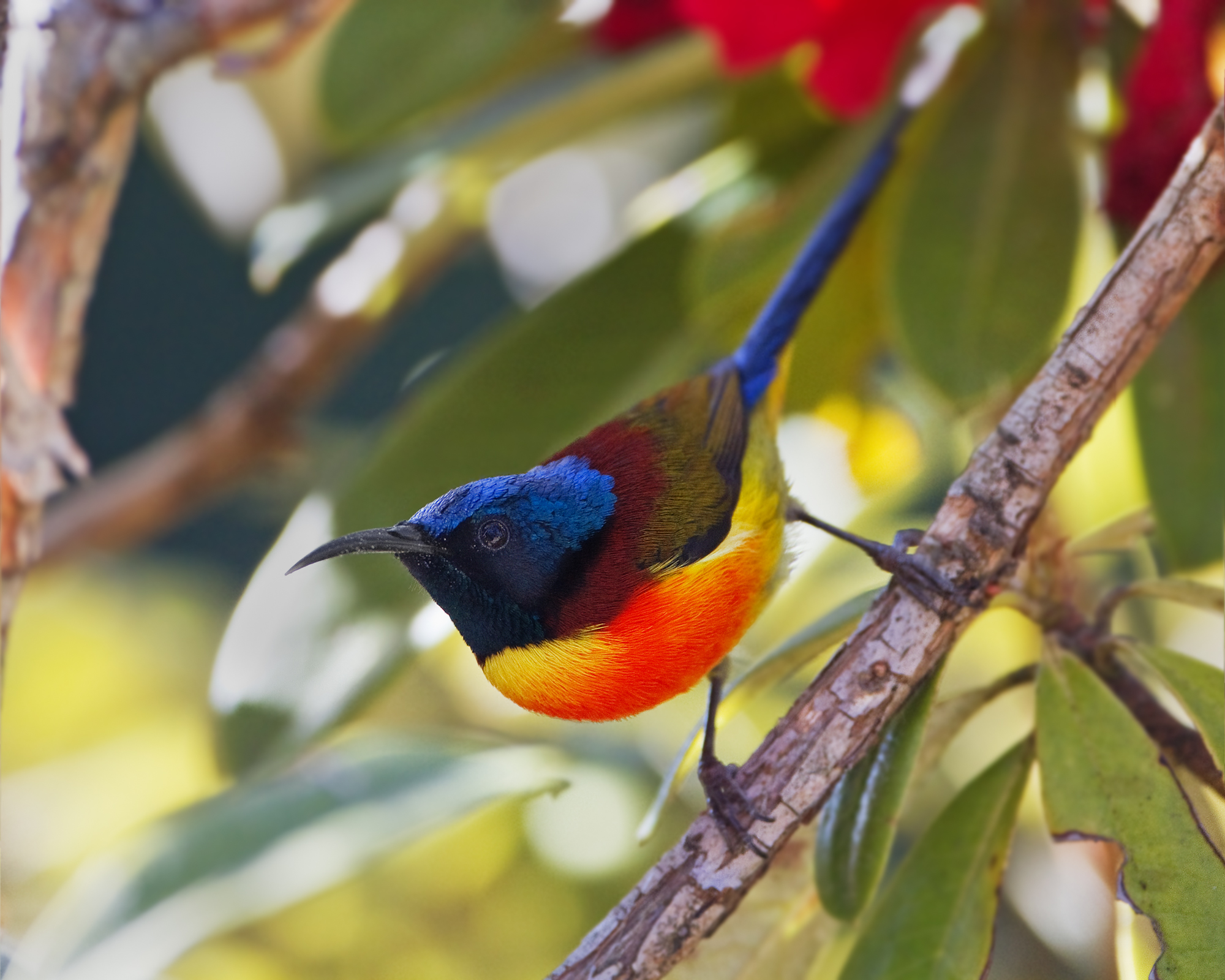
Hane av underarten angkanensis med rödare undersida.

### Läten
Grönstjärtad solfågel sjunger en monoton, metallisk och mycket ljus serie. Bland lätena hörs ljusa men ljudliga "chit".

## Utbredning och systematik
Grönstjärtad solfågel delas in i nio underarter med följande utbredning:
- nipalensis-gruppen
  - Aethopyga nipalensis horsfieldi – förekommer från västra Himalaya (Garhwal till västra Nepal)
  - Aethopyga nipalensis nipalensis – förekommer i västra Nepal, nordöstra Indien (Darjeeling) och Sikkim
  - Aethopyga nipalensis koelzi – förekommer i Himalaya (Bhutan till nordöstra Myanmar, sydvästra Kina och nordvästra Tonkin)
  - Aethopyga nipalensis victoriae – förekommer i västra Myanmar (Chin Hills)
  - Aethopyga nipalensis karenensis – förekommer i sydöstra Burma (Karen Hills)
  - Aethopyga nipalensis australis – förekommer i höga berg i södra Thailand, söder om Kranäset
  - Aethopyga nipalensis blanci – förekommer i höga berg i Laos
  - Aethopyga nipalensis ezrai – förekommer i höga berg i södra Vietnam
- Aethopyga nipalensis angkanensis – förekommer i höga berg i norra Thailand (Doi Ang Ka)

## Levnadssätt
Grönstjärtad solfågel hittas i städsegrön lövskog, ungskog och skogsbryn mellan 1400 och 2745 meters höjd, vintertid något lägre. Den födosöker oftast enstaka eller i små lösa grupper i trädtaket, på jakt efter små leddjur och nektar. Fågeln häckar mellan april och juni. Den bygger ett päronformat som hängs från en trädgren upp till två meter ovan mark. Däri lägger den två till tre vita ägg med röda fläckar kring den bredare ändan.

## Status och hot
Arten har ett stort utbredningsområde, men tros minska i antal, dock inte tillräckligt kraftigt för att den ska betraktas som hotad. Internationella naturvårdsunionen IUCN listar arten som livskraftig (LC). Världspopulationen har inte uppskattats men den beskrivs som ovanlig till vanlig.